# Daniel Roesner
Daniel Roesner (* 20. ledna 1984, Wiesbaden, Německo) je německý herec.
Hrál v mnoha německých seriálech a televizních filmech. Od září 2015 hraje v roli Paula Rennera, nového kolegy Semira Gerkhana (Erdoğan Atalay) v televizním seriálu Kobra 11 (Alarm für Cobra 11 - Die Autobahnpolizei). V březnu 2019 oznámila televize RTL na svých webových stránkách jeho konec v seriálu.
Od roku 2003 do roku 2004 navštěvoval ve Spojených státech New York Film Academy (NYFA) v Los Angeles, později se zúčastnil školení v Hollywoodu v divadle umění. Od roku 2004 do roku 2006 také hrál v divadle Court Theatre a Olescar Theatre v Los Angeles.
Žije v Londýně, Los Angeles a v Kolíně nad Rýnem.

## Filmografie
- 2015–2019 Kobra 11
- 2015 Meine allerschlimmste Freundin
- 2015 Heldt
- 2013–2015 Kripo Holstein – Mord und Meer
- 2014 Der Alte
- 2014 Hin und weg
- 2009–2014 Ein Fall für zwei
- 2010–2014 Místo činu
- 2010–2013 SOKO Donau
- 2013 Turbo & Tacho (Film)
- 2012 Pomsta hříšnice
- 2012 SOKO Stuttgart
- 2012 Die Rache der Wanderhure
- 2012 Rosamunde Pilcher: Nový začátek
- 2012 Wilsberg
- 2011 205 – Zimmer der Angst
- 2011 Küstenwache
- 2011 Inga Lindström: Svatba mé lásky
- 2011 Wilde Wellen – Nichts bleibt verborgen
- 2011 Scharfe Hunde
- 2011 SOKO Wismar
- 2011 Kobra 11, epizoda Turbo a Tacho se vrací
- 2011 Poslední polda
- 2011 Doktor z hor
- 2010 Kobra 11, epizoda Turbo a Tacho
- 2010 Tichý život
- 2010 Hříšnice
- 2009 Láska za jiných okolností
- 2008 Ein Engel für alle
- 2008 Stolberg
- 2008 Mord in bester Gesellschaft
- 2008 Zwerg Nase
- 2008 Ztraceni v hlubinách
- 2008 SOKO Kitzbühel
- 2008 Der Schwarzwaldhof
- 2006–2007 Verliebt in Berlin
- 2007 Böse Bilder
- 2006 Mrak
- 2006 Die trojanische Kuh